# Perpetuum Mobile (альбом)
Perpetuum Mobile — девятый студийный альбом немецкой экспериментальной музыкальной группы Einstürzende Neubauten, изданный в 2004 году.

## Об альбоме
Perpetuum Mobile был первым экспериментом группы в самостоятельном выпуске нового альбома без поддержки лейбла, только на средства, полученные от подписчиков официального сайта. Однако это им не удалось, и в итоге альбом был выпущен на лейбле Mute Records. Для подписчиков регулярно огранизовывались трансляции работы группы в студии (с помощью веб-камер), таким образом фэны могли наблюдать за созданием альбома.
Альбом серьёзно отличается от записей восьмидесятых годов более мягким звучанием, с активным использованием аналоговых источников звука, преимущественно духового типа.

## Список композиций
1. «Ich Gehe Jetzt» — 3:31
2. «Perpetuum Mobile» — 13:41
3. «Ein Leichtes Leises Säuseln» — 4:31
4. «Selbsportrait Mit Kater» — 6:12
5. «Boreas» — 3:59
6. «Ein Seltener Vogel» — 9:14
7. «Ozean Und Brandung» — 3:44
8. «Paradiesseits» — 4:07
9. «Youme & Meyou» — 4:39
10. «Der Weg Ins Freie» — 4:04
11. «Dead Friends (Around the Corner)» — 5:14
12. «Grundstück» — 3:41